# Velenje
Velenje (izgovarjava [ʋɛˈlɛːnjɛ] (); nemško Wöllan) je mesto na slovenskem Štajerskem, sedež istoimenske mestne občine in s 25.235 prebivalci šesto največje slovensko mesto. MO Velenje ima 33.474 prebivalcev in je na sedmem mestu v Sloveniji. Med 10. oktobrom 1981 in 17. julijem 1990 se je mesto uradno imenovalo Titovo Velenje. Mesto Velenje je bilo uradno odprto 20. septembra 1959 po enotnem gradbenem načrtu. Velenje je zaznamovalo rudarstvu s Premogovnikom Velenje odprtem 1875, v njemu so izkopali že preko 260 milijonov ton premoga, pri Starem jašku premogovnika je Muzej premogovništva Slovenije. Velenje je bilo več stoletij v lasti Habsburžanov, kar se kaže v izjemno bogati zapuščini gradov in dvorcev. Največji zaposlovalec v mestu je največji slovenski izvoznik Gorenje in tradicionalno Premogovnik Velenje. V Velenju ima sedež Šolski center Velenje, Visoka šola za okolje in enota Fakultete za energetiko.  
Na izgradnjo mesta Velenje je imel daleč največji vpliv Premogovnik Velenje pod takratnim vodstvom direktorja Nestla Žganka. Besede iz takratnega časa, ki so vredne zapisa še danes:  
Velenjski rudarji, ki svoj delovni dan preživijo pod zemljo potrebujejo velika, svetla sodobna stanovanja, okoli stanovanjskih naselj pa veliko zelenic in parkov!

## Dediščine

### Arhitekturna dediščina
Zaradi velikega števila gradov so Šaleško dolino tudi pogosto imenovali dolina gradov, saj je v srednjem veku bilo preko deset gradov na njenih bregovih, kar je največja zgostitev gradov na Spodnjem Štajerskem.  
Gradovi in dvorci:   
- grad Velenje (nem. Wöllan) 13.stol,
- razvaline gradu Šalek (nem. Schallegg) 12.stol,
- grad Turn (nem. Thurn im Schalckthall) 13.stol,
- razvaline gradu Ekeštajn, (nem. Eggenstein) 13.stol,
- ostanki gradu Limberk (nem. Lilienberg) 12.stol,
- grad Švarcenštajn (nem. Schwarzenstein) 14.stol,
- Vila Bianca (Bianca Adamovich de Csepina) 19.stol,
- Vila Herberstein (Marie Anne von Herberstein) 19.stol,
- Graščina Gorica (nem. Goritzen) 16.stol,
- Graščina Bevče,
- Graščina Limberk (nem. Lilienberg),
- Graščina Žitenberk,
- Graščina Streliše,
- Graščina Dobrava (nem. Gutenhard)

Okoliški gradovi in dvorci: Pakenštajn (nem. Pakenstein) 14.stol, Paškenštajn Baronija, Frauenburg, Forhtenek (nem. Forchtenegg) 13.stol, Grad Ravne - Gutenbihl (nem. Gutenbüchel) 16.stol, Žamberk (nem. Schaunberg), Šoštanj Amtshaus, Šoštanj Turn, Grad Šoštanj, Vila Široko, Vila Mayer, Grad Kacenštajn, Graščina Skorno

### Industrijska dediščina
Zlasti po letu 1875, ko je dunajčan Franz Mages z vrtanjem pri globini 101,6 m naletel na glavni lignitni sloj v Škalah in ko je posest leta 1885 kupil nemški poslovnež in vlagatelj Daniel von Lapp se je pričelo obdobje izrazite industrilizacije, ko je z finančnimi vložki Lapp pripeljal železnico v Velenje in pospešeno pričel razvijati premogovnik ter postavil tudi prvo termoelektrano in prvo tovarno premogovih briketov na štajerskem.   
- Termoelektrarna Velenje 1929,
- Jašek Škale 1888.

## Šport

### Športna infrastruktura
Delo v premogovniku je bilo vedno izrazito naporno vendar so vizijonarji rudarjem omogočili smele načrte, da imajo v prostem času na voljo tudi kvalitetno športno infrastrukturo za regeneracijo in s tem zadovoljivo kvaliteto zdravja neglede na delo v vedno ne humanih okoljščinah. Premogovnik je vedno bil steber razvoja športa in je v svoji viziji izgradnje mesta naredil cel kup športnih in večnamenskih objektov, ki ljudem uspešno služijo še danes.
- rdeča dvorna
- večnamenski mestni stadion ob jezeru
- tenis center Jezero Velenje
- sprehajalne poti na Šaleških jezerih
- smučarski center Golte

## Ime in grb mesta
Ime mesta Velenje izhaja iz slovanizirane oblike nemškega imena za to mesto (Wöllan oziroma ponekod tudi Wöllach). Pred hitro urbanizacijo v petdesetih in šestdesetih 20. stoletja Velenje, kot manjše trško središče, ni imelo lastnega mestnega grba, po hitri urbanizaciji in vzpostavitvi več industrijskih obratov, pa se je za grb izbral motiv, ki se uporablja še danes. Na grbu je za obzidjem velenjskega gradu upodobljena modernistična stolpnica na rumenem ozadju.

## Znamenitosti

#### Titov kip
Titov kip v Velenju je spomenik v nadnaravni velikosti jugoslovanskemu predsedniku maršalu Josipu Brozu - Titu in je največji Titov spomenik na svetu, stoji na Titovem trgu - glavnem trgu v mestu. Kip je delo kiparja Antun Augustinčića, odkrili so ga 25. junija 1977 ob Titovi petinosemdesetletnici, po naročilu skupščine Občine Velenje. Kip je odlila zabreška livarna Likum. Finančno so prispevale delovne in družbenopolitične organizacije in občani s samoprispevkom. Neglede na razprave o spomeniku je mnenje občanov, da se spomenik ohranja, kot del zgodovine mesta in kot turistično znamenitost.

## Kultura

### Glasbeni ustvarjalci
- Pihalni orkester Premogovnika Velenje (1919-danes),
- Šank Rock (1982-danes),
- Chateau (1986-2011),
- Irena Vrčkovnik (1991-danes),
- Natalija Verboten (1996-danes),
- Tabu (1998-danes),
- 6pack Čukur (2001-danes),
- Mrigo,
- Ghet,
- Thug connect

### Velenjska Himna
Velenje je eno redkih mest, ki ima tudi svojo himno. Pesem je nastala je v času najintenzivnejše gradnje mesta v zgodnjih 60. letih, tekst in glasbo je napisal 23.7.1959 Ivan Marin starejši. Naslov himne je “Graditeljem Velenja”, kot himno pa so jo potrdili svetniki na izredni seji ob prazniku Mestne občine Velenje v septembru 2011.
VELENJSKA HIMNA - Koračnica Graditeljem Velenja; Avtor: I.Marin st. 1959
1. Tam, kjer včeraj
še kmetič je z voli oral,
kjer manjkalo mlakuž ni in poplav.
Zgodil se je čudež čez noč,
zdaj staro vse je proč
in Paka ukročena žubori spev bodočnosti.

2. Vsem nam zdaj v ponos,
mesto že v soncu žari,
v njem naš doprinos
vsej naši skupnosti.
Velenje krasno ti si zdaj,
zares kot pravi gaj,
rodovom poznim bodi lik,
to naj bo naš vzklik!

## Lega
Mestna občina Velenje leži v vzhodni polovici Šaleške doline ob dolinskem delu reke Pake. Mesto pokriva večji del nižje-ležeče vzhodne polovice Šaleške doline in se je v svojem razvoju zadnjih 60 let razširilo na nekdanja naselja in zaselke: Škale, Stara vas, Šalek, Pesje, Konovo, Gorica, Debrce, Preloge in Šmartno pri Velenju ter dele naselij Bevče, Paka pri Velenju, Škale in Podkraj pri Velenju. Vzhodna meja občine poteka po Dobrnskem podolju, preko potoka Pirešica, proti jugu na Ponikovsko planoto in Ložniško gričevje. Zahodna meja občine razpolovi Šaleško dolino v smeri sever-jug na območju nekdanje vasi Preloge, kjer danes pod dolinskim dnom poteka v Premogovniku Velenje najintenzivnejši odkop lignita in kjer meji na Občino Šoštanj. Meja se nadaljuje po spodnjem toku potoka Velunja do podnožja Graške Gore. Nekdanje Velenje (imenovano Staro Velenje) je danes le obrobno mestno naselje pod Velenjskim gradom. 
Premogovnik Velenje oskrbuje s premogom Termoelektrarno Šoštanj, ki je bila v nedavni preteklosti vir onesnaževanja ne le v Velenju, ampak po celi Šaleški dolini in še šire. Z izgradnjo odžveplevalnih naprav, zaprtjem tokokroga izcednih voda iz deponije pepela, uresničevanjem ekološko sanacijskega programa in izgradnjo denox čistilne naprave na bloku 6 so se razmere v zadnjem času vztrajno izboljšale in predstavljajo zgledno urejene industrijske obrate v ekološkem smislu. 

## Mestne četrti in krajevne skupnosti

### Mestne četrti (3)
- Velenje desni breg
- Velenje levi breg-vzhod
- Velenje levi breg-zahod

### Krajevne skupnosti (16)
- Bevče,
- Cirkovce,
- Gorica,
- Konovo,
- Paka pri Velenju,
- Pésje,
- Plešivec,
- Kavče,
- Podkraj,
- Stara vas,
- Staro Velenje,
- Šalek,
- Šentilj,
- Škale - Hrastovec,
- Šmartno,
- Vinska Gora.

- Znameniti obiski
- Predsednik Malija Modibo Keïta na obisku v Velenju leta 1961
- Voditelj Sovjetske zveze Leonid Brežnjev je v spremstvu Rankoviča in Marinka obiskal Velenje
- Voditelj Sovjetske zveze Nikita Hruščov je leta 1963 v spremstvu Josip Broza - Tita obiskal Velenje

## Znameniti Velenjčani (po abecedi)
- Anton Aškerc - v Škalah pri Velenju je služboval kot kaplan 1894-98, leta 1896 izdal Lirske in epske poezije, močno je sočustvoval z knapi in bil pretresen nad bedo in trpljenjem njihovih življenj ter svoje občutenje opisal v Delavčevi pesmi o premogu[11].
- František Foit - češki umetnik, raziskovalec in etnološki zbiralec
- Oskar Hudales - pisatelj, prevajalec, učitelj.
- Marija Brenčič-Jelen - pesnica in pisateljica; delovala in umrla v Šentilju pri Velenju.
- Anton Jelen - pisatelj, sadjar, vrtnar in drevesničar, njen mož; rojen in umrl v Arnačah, v Šentilju.
- Fran Korun-Koželjski - skladatelj, glasbenik, zborovodja
- Jožef Krajnc - pravnik.
- Majda Kurnik - slikarka.
- Jože Lampret - duhovnik.
- Frančišek Mlinšek - pedagog in čebelar
- Karel Oštir - lingvist.
- Davorin Ravljen - pisatelj in novinar.
- Ahacij Sebriaški - teolog
- Gustav Šilih - rojen v Velenju; učitelj in pisatelj
- Karel Verstovšek - politik in filolog
- Karel Štrbenk - lovski pilot
- Ivan Vošnjak - teolog in filozof
- Vendelin Vošnjak - rodil se je v naselju Šenbricu; Božji služabnik, frančiškan
- Lavrencij Vošnjak - duhovnik
- Nestl Žgank - direktor Premogovnika Velenje in župan Velenja, znan kot graditelj sodobnega mesta Velenje in njegov prvi častni občan
- Ivo Jamnikar - Pobudnik ustanovitve šolskega centra Velenje in njegov direktor do 1984, tesni sodelavec Žganka in veliki podpornik razvoja športa

## Galerija
- Galerija Velenje
- Vila Bianca
- Velenjski grad
- Vila Herberstein
- Cerkev Sv. Andreja Šalek
- Razvaline Šaleškega gradu
- Cerkev Sv. Martina Velenje Šmartno
- Šalek pri Velenju 1897
- Grad Turn
- Fischerjeva grobnica
- Otvoritev mestnega središča 1959
- Titov kip v Velenju
- Hiške Kinta Kunte ob Velenjskem jezeru
- Mesto Velenje
- Kolesarska pot proti Slovenj Gradcu
- Škalsko jezero